# Філіпп Лам
Філі́пп Лам (нім. Philipp Lahm; нар. 11 листопада 1983, Мюнхен) — колишній німецький футболіст, захисник мюнхенської «Баварії» і національної збірної Німеччини. З 2011 року — капітан мюнхенської «Баварії».

## Дитинство
У дитинстві дуже захоплювався баскетболом і хотів бути схожим на Майкла Джордана. Але рівень німецького баскетболу був не найкращим, саме тому Філіп поступово захопився футболом. З юного віку він вболівав за мюнхенську «Баварію», і незабаром йому пощастило потрапити на «Олімпік штадіум».

## Біографія
З 1995 року — у юнацьких командах клубу «Баварія». У сезонах 2003/2004 та 2004/2005 був відданий в оренду в клуб «Штутгарт», забив два голи. У Штутгарті він став грати лівого захисника, хоча в юнацьких командах грав на правому краї. У сезоні 2005/2006 повернувся до «Баварії». Слід зазначити, що Лам, якби не футбол, міг навіть стати банкіром.
Одного разу під час не бозна-якого шкільного турніру його примітили скаути «Баварії». Так Лам став учнем юнацької академії іменитого клубу. У його послужному списку з'явилися перші успіхи: дві перемоги в молодіжному чемпіонаті Німеччини у складі аматорського складу «Баварії». Через деякий час він потрапляв у дубль багаторічного чемпіона Німеччини. За дублерів Лам в загальній складності провів 34 зустрічі.
Юний захисник дійшов до фіналу чемпіонату Європи-2002 у складі збірної Німеччини (до 19 років), де та поступилася одноліткам з Іспанії.
У листопаді 2002 року він дебютував в основі «Баварії», вийшовши на заміну в матчі Ліги чемпіонів проти французького «Ланса». На жаль, у мюнхенській команді і без того вистачало захисників найвищого рівня. Його конкурентами були чемпіон Світу і Європи Біксант Лізаразю і гравець збірної Німеччини Тобіас Рау. Робити було нічого, на лавці такого таланту не можна було засиджуватися, довелося віддавати Філіпа в оренду.
Тренер дубля «Баварії» Германн Герланд зателефонував своєму старому другові Феліксу Магата, розповів про молоде дарування, і тодішній тренер «Штутгарта», навіть не спромігшись поглянути на футболіста, погодився підписати з ним договір. «Мені вистачає думку Німеччини» — сказав він тоді. Так Лам був відданий на два роки в оренду «Штутгарту».
Магат придбав дуже цінного «кота в мішку». Тренери думали, що отримали правого захисника, який, у разі необхідності, зможе виступити в амплуа хавбека оборонного плану.
Але незабаром стало ясно, що Лам може так здорово виступати на лівому фланзі оборони, що йому не зможе скласти конкуренцію навіть колишній гравець національної збірної Німеччини Хайко Гербер, місце якого у складі раніше не піддавалося сумніву. Філіп був у відмінній формі, і Герберу довелося потіснитися.
Лам прекрасно показав себе під час всіх тренувань, він відразу відчув себе своїм у команді. У сезоні 2003/04 Філіп провів у складі штутгартців 31 гру в Бундеслізі і сім у Лізі чемпіонів. Молодий захисник став міцним гравцем основи і вийшов на новий рівень.
Успіхи Лама відбилися на оборону «Штутгарта», вона перетворилася на найнадійнішу захисну лінію в країні.
18 лютого 2004 талановитий захисник дебютував в головній команді країни, в товариському матчі була переможена збірна Хорватії (2:1). У тому ж році в складі «Бундестім» він тричі вигравав і один раз в матчі з Румунією (1:5) пішов з поля засмученим. Команду Руді Феллера чекав Чемпіонат Європи …
У Португалії-2004 збірна провалилася. Але в її складі вже тоді були помітні висхідні «зірочки», серед них виділявся Філіп Лам. На тому чемпіонаті, по суті, не було конкуренції на позиції лівого захисника, і вся відповідальність лягла на плечі юного гравця. Футболіста оголосили рішенням проблем німців на лівому краю оборони — не зважаючи на те, що його «робочою» ногою є права (!).
Незабаром тренер Фелікс Магат перебрався до «Баварії». Він заявив, що по завершенні терміну оренди в 2005 році, з нетерпінням чекає повернення захисника. На думку тренерів клубу, він зможе стати гідною заміною старіючого Лізаразю.
З 2005 року грає в «Баварії».
Член національної збірної Німеччини з футболу (дебютував 18 лютого 2004). Учасник Євро 2004, ЧС 2006 і Євро-2008. Автор першого гола ЧС в Німеччині.

## Технічні характеристики
Незважаючи на невеликий ріст, Лам є справжнім стовпом оборони. Він технічний, не виходить на поле без пристрасті та азарту, серед іншого слід відзначити, що він достатньо мобільний. Філіп — універсал. Якийсь час він грав на правому фланзі оборони, але тренери поставили завдання — грати ліворуч — і Лам це завдання виконав. А серед найголовніших якостей захисника — безумовно, німецька наполегливість і працьовитість.

## Досягнення

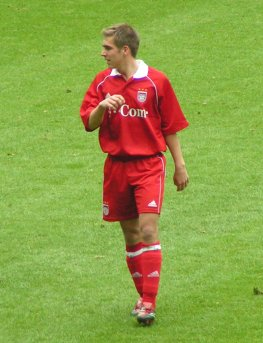
Філіпп Лам у грі

### Командні
«Баварія»
- Чемпіон Німеччини: 2002-03, 2005-06, 2007-08, 2009-10, 2012-13, 2013-14, 2014-15, 2015-16, 2016-17
- Володар Кубка Німеччини: 2002-03, 2005-06, 2007-08, 2009-10, 2012-13, 2013-14, 2015-16
- Володар Кубка німецької ліги: 2007
- Володар Суперкубка Німеччини: 2010, 2012, 2016
- Переможець Ліги чемпіонів УЄФА: 2012-13
- Переможець Суперкубка УЄФА: 2013
- Переможець Клубного чемпіонату світу: 2013
- Разом: 22 трофеї

### Міжнародні
«Збірна Німеччина»
- Чемпіон світу: 2014
- Бронзовий призер чемпіонату світу: 2006, 2010
- Віце-чемпіон Європи: 2008
- Разом: 1 трофеїв

### Індивідуальні
- Потрапив до символічної збірної Чемпіонат світу з футболу 2006 за версією FIFA
- Потрапив до символічної збірної чемпіонату Європи 2008 року за версією FIFA.

## Статистика
| Сезон               | Команда                | Чемпіонат           | Чемпіонат | Чемпіонат | Національний кубок | Національний кубок | Національний кубок | Континентальні кубки | Континентальні кубки | Континентальні кубки | Інші змагання | Інші змагання | Інші змагання | Усього | Усього |
| Сезон               | Команда                | Ліга                | Ігор      | Голів     | Ліга               | Ігор               | Голів              | Ліга                 | Ігор                 | Голів                | Ліга          | Ігор          | Голів         | Ігор   | Голів  |
| ------------------- | ---------------------- | ------------------- | --------- | --------- | ------------------ | ------------------ | ------------------ | -------------------- | -------------------- | -------------------- | ------------- | ------------- | ------------- | ------ | ------ |
| 2001-02             | «Баварія ІІ»           | R4                  | 27        | 2         | —                  | —                  | —                  | —                    | —                    | —                    | —             | —             | —             | 27     | 2      |
| 2002-03             | «Баварія ІІ» / Баварія | R4                  | 34        | 1         | КН                 | 1                  | 0                  | ЛЧ                   | 1                    | 0                    | —             | —             | —             | 36     | 1      |
| Усього «Баварія ІІ» | Усього «Баварія ІІ»    | Усього «Баварія ІІ» | 61        | 3         |                    |                    |                    |                      |                      |                      |               | —             | —             | 61     | 3      |
| 2003-04             | «Штутгарт»             | B1                  | 31        | 1         | КН                 | 1                  | 0                  | ЛЧ                   | 7                    | 0                    | —             | 1             | 1             | 40     | 1      |
| 2004-05             | «Штутгарт»             | B1                  | 22        | 1         | КН                 | 2                  | 0                  | КУ                   | 6                    | 1                    | —             | 1             | 0             | 31     | 2      |
| Усього «Штутгарт»   | Усього «Штутгарт»      | Усього «Штутгарт»   | 53        | 2         |                    | 3                  | 0                  |                      | 13                   | 1                    |               | 2             | 0             | 71     | 3      |
| 2005-06             | «Баварія»              | B1                  | 20        | 0         | КН                 | 4                  | 0                  | ЛЧ                   | 3                    | 0                    | —             | —             | —             | 27     | 0      |
| 2006-07             | «Баварія»              | B1                  | 34        | 1         | КН                 | 3                  | 0                  | ЛЧ                   | 9                    | 0                    | —             | 2             | 0             | 48     | 1      |
| 2007-08             | «Баварія»              | B1                  | 22        | 0         | КН                 | 5                  | 0                  | ЛЧ                   | 10                   | 1                    | —             | 3             | 0             | 40     | 1      |
| 2008-09             | «Баварія»              | B1                  | 28        | 3         | КН                 | 3                  | 1                  | ЛЧ                   | 8                    | 0                    | —             | —             | —             | 39     | 4      |
| 2009-10             | «Баварія»              | B1                  | 34        | 0         | КН                 | 6                  | 1                  | ЛЧ                   | 13                   | 0                    | —             | —             | —             | 53     | 1      |
| 2010-11             | «Баварія»              | B1                  | 34        | 3         | КН                 | 5                  | 0                  | ЛЧ                   | 8                    | 0                    |               | 1             | 0             | 48     | 3      |
| 2011-12             | «Баварія»              | B1                  | 31        | 0         | КН                 | 5                  | 0                  | ЛЧ                   | 14                   | 0                    |               | —             | —             | 50     | 0      |
| 2012-13             | «Баварія»              | B1                  | 29        | 0         | КН                 | 5                  | 0                  | ЛЧ                   | 12                   | 0                    |               | 1             | 0             | 47     | 0      |
| 2013-14             | «Баварія»              | B1                  | 28        | 1         | КН                 | 4                  | 0                  | ЛЧ                   | 12                   | 0                    |               | 4             | 0             | 48     | 1      |
| 2014-15             | «Баварія»              | B1                  | 20        | 2         | КН                 | 4                  | 0                  | ЛЧ                   | 8                    | 0                    |               | 1             | 0             | 33     | 2      |
| 2015-16             | «Баварія»              | B1                  | 26        | 1         | КН                 | 6                  | 0                  | ЛЧ                   | 12                   | 0                    |               | 1             | 0             | 45     | 1      |
| 2016-17             | «Баварія»              | B1                  | 26        | 1         | КН                 | 4                  | 1                  | ЛЧ                   | 7                    | 0                    |               | 1             | 0             | 38     | 2      |
| Усього «Баварія»    | Усього «Баварія»       | Усього «Баварія»    | 332       | 12        |                    | 54                 | 3                  |                      | 117                  | 1                    |               | 14            | 0             | 517    | 16     |
| Усього за кар'єру   | Усього за кар'єру      | Усього за кар'єру   | 446       | 17        |                    | 58                 | 3                  |                      | 130                  | 2                    |               | 16            | 0             | 652    | 22     |